# باغ (حومة دامغان)
باغ (بالفارسية: بق) هي مستوطنة تقع في إيران في منطقة مركزية ريفية. يقدر عدد سكانها بـ 216 نسمة بحسب إحصاء 2016.